# Gordon Wright
Edward Gordon Dundas Wright (Englefield Green, Surrey, 3 d'octubre de 1884 - Johannesburg, Sud-àfrica, 5 de juny de 1951) va ser un futbolista anglès que va competir a començament del segle xx. Jugà com a centrecampista i en el seu palmarès destaca la medalla d'or en la competició de futbol dels Jocs Olímpics d'Estocolm, el 1912.
Pel que fa a clubs, jugà al Hull City, equip amb el qual disputà 152 partits. A la selecció anglesa jugà un partit, contra Gal·les el març de 1906.